# Сулунн
Сулунн (норв. Solund) — архипелаг и коммуна в губернии Согн-ог-Фьюране в Норвегии. Административный центр коммуны — город Харбакке. Официальный язык коммуны — нюнорск. Население коммуны на 2007 год составляло 874 чел. Площадь коммуны Сулунн — 228,51 км², код-идентификатор — 1412.

## Географическое положение
Сулунн является группой островов в Норвежском море, у входа во фьорд Согне-фьорд на юго-западном побережье Норвегии. на территории коммуны расположена самая западная точка Скандинавии (в узком смысле, без учета Исландии, Фарер и острова Ян-Майен).

## История населения коммуны
Население коммуны за последние 60 лет.

Статистика коммуны Сулунн